# Castello di Samone
Il Castello di Samone, noto anche come la Villa Garda, è un'antica dimora signorile situata nel comune di Samone in Piemonte.

## Storia
Il castello venne edificato nella seconda metà del XVIII secolo da Francesco Antonio Garda come residenza di campagna, sui resti di una precedente costruzione cinquecentesca. L'edificio ha subito vari rimaneggiamenti nel corso dei decenni ad opera dei discendenti e dei nuovi proprietari. Nel castello visse anche Pier Alessandro Garda.

## Descrizione
Il castello sorge a mezza costa sulla collina che domina l'abitato di Samone. L'edificio presenta forme neoclassiche.